# Gustaf Henrik von Müllern
Gustaf Henrik von Müllern, född 1664, död 9 april 1719 i Stockholm, var en svensk friherre och ämbetsman som var hovkansler 1710-1714.
von Müllern tillhörde en adlig släkt i Estland. Han blev 1688 guvernör för Karl XI:s kusiner, pfalzgrevarna Adolf Johan av Pfalz-Zweibrücken och Gustaf Samuel av Pfalz-Zweibrücken samt senare svensk kommissionssekreterare i Haag. 1698-1700 bevakade han som e.o. envoyé Sveriges intressen hos de furstliga hoven vid mellersta Rhen. Han tillhörde senare den kanslipersonal, som var med Karl XII i fält, befordrades 1708 till kansliråd och statssekreterare vid utrikes ärendena samt skötte efter slaget vid Poltava (1709) den kungliga brevväxlingen i den fångne Carl Pipers ställe. 1710 utnämndes han till hovkansler och friherre.
Under Karl XII:s vistelse i Turkiet var von Müllerns verksamhet av stor betydelse, genom att han hade hand om de utrikespolitiska expeditionerna och framstod som det främsta organet för konungens vilja i detta avseende. Det framträder dock ej sällan hos von Müllerns en viss mot denna vilja fronderande hållning. Han rådde tidigt Karl XII att återvända från Turkiet, men ofta visade sig hos von Müllern en märklig brist på rätt uppfattning av den politiska situationens verkliga innebörd.(Jämför Karolinska krigares dagböcker, del IV, v. Kochens dagbok.) Vid kalabaliken i Bender (1713) blev han tillfångatagen, men var den förste, som löstes ut, och var i Demotika en av de få som Karl XII omgav sig med.
Vid kansliets ombildning 1714 blev han ombudsråd i Första utrikes expeditionen. Han lämnade Turkiet samtidigt som kungen (oktober 1714), men kom först i början av 1715 till Stralsund. Där var han en av dem, som genom sina föreställningar förmådde konungen att genomföra hemfärden till Sverige, medan ännu möjlighet fanns. Från denna tid gav dock Karl XII alltmer sitt förtroende till Georg Heinrich von Goertz, och von Müllern hade snart inte ens till formen samma betydelsefulla ställning hos Karl XII som förut. von Müllern hade personligen dock ett gott förhållande till Goertz. Vid fredsförhandlingarna 1718 visade sig von Müllern mera böjd att sluta fred med kung Georg av Storbritannien, medan Goertz föredrog fred med Ryssland. Goertz ansåg till och med att det var von Müllern, som bar den främsta skulden till kungens nekande svar angående freden med Ryssland, som Goertz dock ej ansåg definitivt.